# Samuel Segal
Samuel Segal, baron Segal, (2 avril 1902 - 4 juin 1985) est un médecin britannique et homme politique du parti travailliste qui devient vice-président de la Chambre des lords.

## Jeunesse
Samuel Segal est le fils de Moshe Zvi Segal et le frère aîné de Judah Segal. Il est né à Oxford en avril 1902 dans une famille juive et déménage à Newcastle upon Tyne en 1909 avec sa famille. Il fait ses études à la Royal Grammar School de Newcastle upon Tyne, au Jesus College d'Oxford et à l'Hôpital de Westminster.

## Carrière médicale
Il est chirurgien à l'hôpital de Westminster, puis assistant de clinique principal à l'hôpital de Great Ormond Street. Il siège à plusieurs comités hospitaliers du London County Council.
Après le début de la Seconde Guerre mondiale, il rejoint la branche médicale de la RAFVR, en octobre 1939. Il sert à Aden 1940, dans la Guerre du Désert en 1941, la Campagne de Syrie en 1941. Il est attaché à l'armée de l'air grecque en 1941, Chef d'escadron en 1942, Officier médical principal Groupe de coopération navale de la RAF en Méditerranée en 1942. Il fait partie de l'état-major du quartier général du Moyen-Orient de 1943 à 1944 et de l'équipe médicale du ministère de l'Air de 1944 à 1945.
Il est médecin régional au ministère de la Santé de 1951 à 1962.

## Carrière politique
Après s'être présenté en vain au siège de Tynemouth aux élections générales de 1935, il se présente à nouveau sans succès à l'élection partielle d'Aston à Birmingham en mai 1939. Cependant, aux élections générales de 1945, il est élu pour Preston.
Il conseille Aneurin Bevan sur les attitudes des médecins à la création du National Health Service en 1948. Il se prononce contre la politique du gouvernement en Palestine et en faveur de la création d'Israël.
La circonscription de Preston est abolie pour les élections générales de 1950, et Segal se présente pour le nouveau siège de Preston North, mais perd par 938 voix contre le candidat conservateur Julian Amery.
Le 18 décembre 1964, il est créé pair à vie sous le nom de baron Segal, de Wytham dans le comté royal de Berkshire. À la Chambre des lords il est vice-président de la Chambre et vice-président des commissions de 1973 à 1982.
Lord Segal est président de la British Association for the Retarded, de la National Society for Mentally Handicapped Children (maintenant Mencap), de l'Anglo-Israel Association et de l'Anglo-Israel Archaeological Association. Il est gouverneur du Carmel College et gouverneur à vie du Manchester College.